# Didemnum pseudofulgens
Didemnum pseudofulgens is een zakpijpensoort uit de familie van de Didemnidae. De wetenschappelijke naam van de soort is voor het eerst geldig gepubliceerd in 1970 door Médioni.